# Pseudatteria cladodes
Pseudatteria cladodes es una especie de polilla del género Pseudatteria, familia Tortricidae.
Fue descrita científicamente por Walsingham en 1914.